# Grude distrikt
Grude distrikt är ett distrikt i Herrljunga kommun och Västra Götalands län. 
Distriktet ligger söder om Herrljunga. 

## Tidigare administrativ tillhörighet
Distriktet inrättades 2016 och utgörs av socknen Grude i Herrljunga kommun.
Området motsvarar den omfattning Grude församling hade vid årsskiftet 1999/2000.